# كاديلاك سي تي إس
كاديلاد سي تي إس (بالإنجليزية: Cadillac CTS)‏ هي سيارة مدمجة من تصنيع كاديلاك التابعة لجنرال موتورز، ولاحقًا تم تطويرها لتصبح سيارة فاخرة ذات حجم متوسط. بدأ إنتاج السيارة في سنة 2002 ولايزال إنتاج الجيل الثالث مستمر حتى الآن.

## نظام التعليق
تتميز بنظام تعليق حديث ومبتكر يتوافق مع الجزء السفلي من هيكل السيارة، ويتضمن تعليقا أماميا مستقلا وخلفيا متعدد الأذرع بتحكم الحاسوب، مما يوفر الثبات للسيارة حتى عند السرعات العالية، كذلك ابتكرت كاديلاك سي تي إس نظام فريد لإخراج العادم بتوجيه إلكتروني.

## مواصفات السيارة
تصميم السيارة يساعد على تخفيف الارتجاج حتى على الطرق الوعرة وتوفير التوازن حتى عند الحمولات الزائدة. الاندفاع خلفي أو رباعي ويوفر طول قاعدة العجلات الذي يبلغ 2,88 متر مقصورة رحبة لراحة الركاب الخمسة، والسيارة ذات أربعة أبواب. زودت السيارة بنظم حديثة للمكابح تضمن التحكم في كل عجلة بشكل فردي لمزيد من الفعالية، بحيث يمنع العجلات من الانزلاق، مما يساعد ببقاء السيارة على المسار تحت سيطرة السائق، حتى في الأيام الممطرة. يبلغ طول السيارة 4,86 متر وعرضها 1.46 متر. يتكون المحرك من 6 اسطوانات على شكل V وسعته اللترية 3564 سنتمتر مكعب، وقوته 304 أحصنة عند 6400 دورة في الدقيقة، ويعمل بتقنية الحقن المباشر للوقود ويرتبط المحرك بناقل حركة تلقائي بست سرعات، وتبلغ السرعة القصوى للسيارة 225 كلم/ساعة، التسارع من الثبات إلى 100 كلم في الساعة في 6 ثوان.

## معرض صور

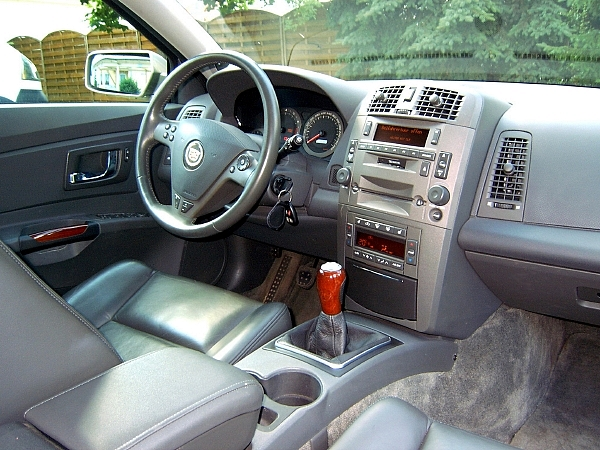
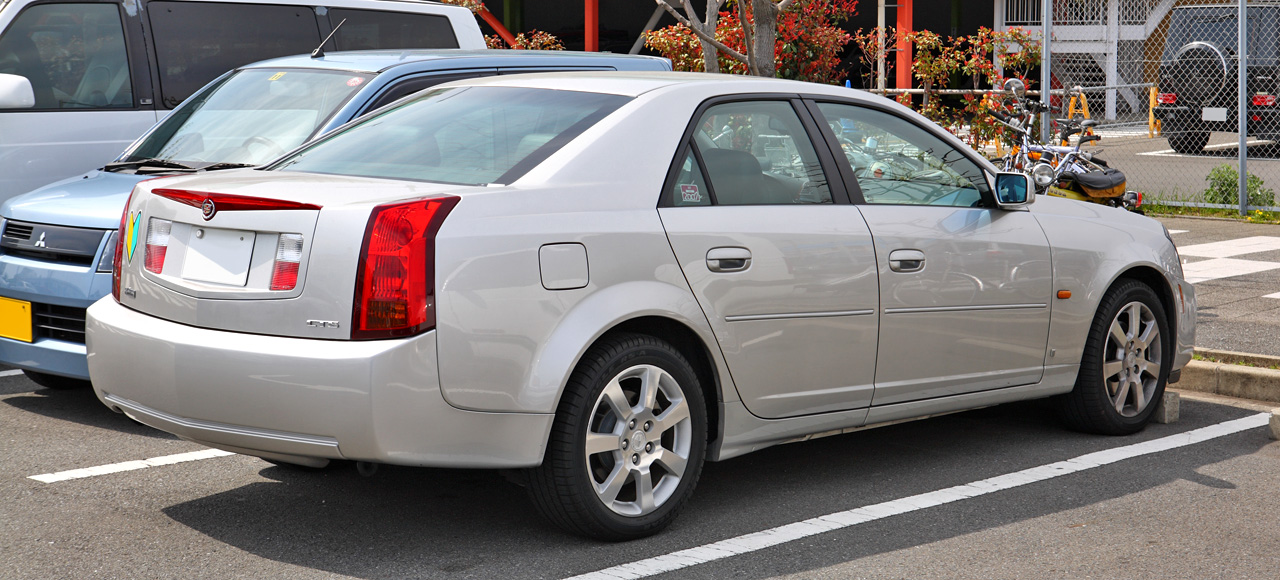
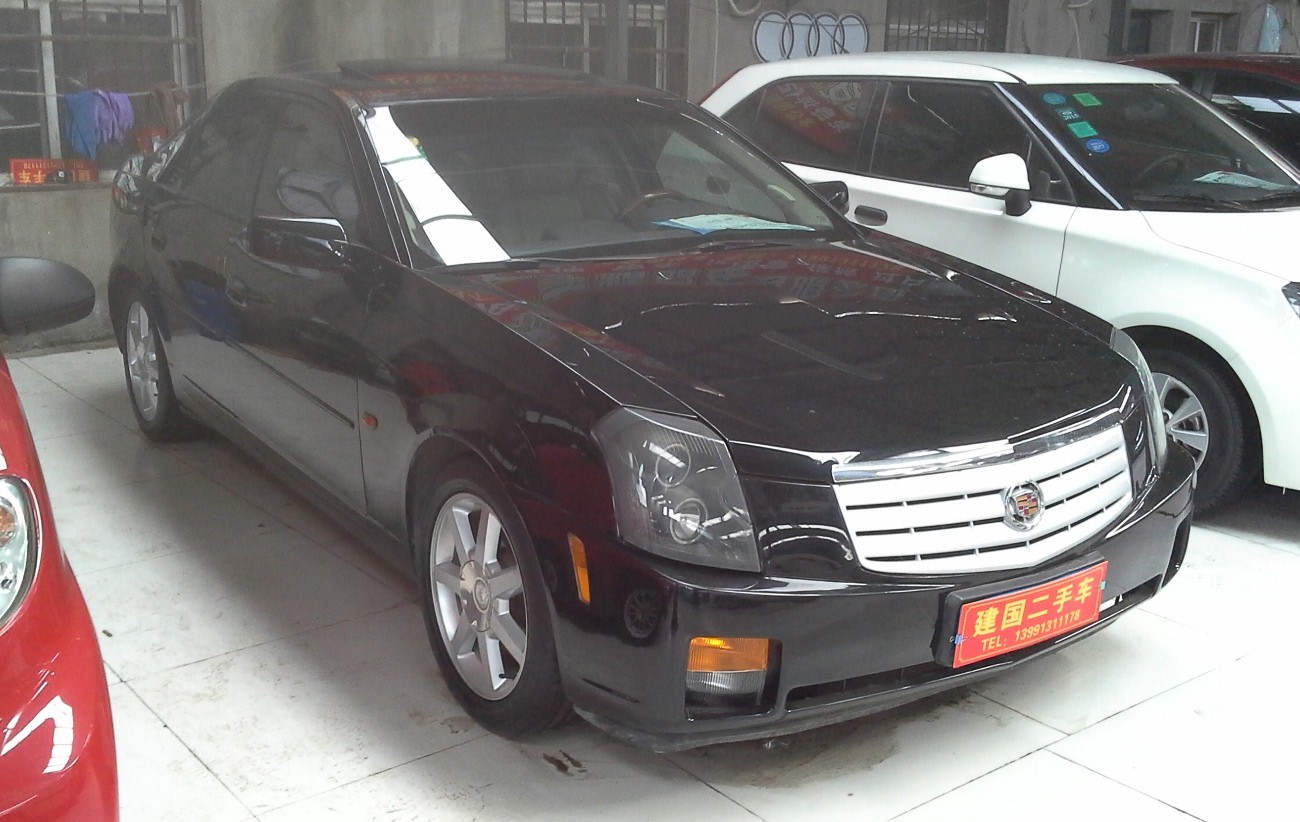

## المبيعات
| السنة | الولايات المتحدة | كندا  | المبيعات العالمية |
| ----- | ---------------- | ----- | ----------------- |
| 2002  | 37,976           |       |                   |
| 2003  | 49,392           |       |                   |
| 2004  | 57,211           |       |                   |
| 2005  | 61,512           |       |                   |
| 2006  | 54,846           |       |                   |
| 2007  | 57,029           |       |                   |
| 2008  | 58,774           |       |                   |
| 2009  | 38,817           |       |                   |
| 2010  | 45,656           |       |                   |
| 2011  | 55,042           |       |                   |
| 2012  | 46,979           |       |                   |
| 2013  | 32,343           |       |                   |
| 2014  | 31,115           | 1,076 | 34,230            |
| 2015  | 34,230           | 921   | 23,167            |
| 2016  | 15,911           |       |                   |
| 2017  | 10,344           |       |                   |